# Неаполитанский мусорный кризис

Горы мусора на улице в Неаполе, 2010 г.

Му́сорный кри́зис в Ита́лии (итал. Crisi dei rifiuti in Campania, 2007 — 2012) — период острого общественно-политического противостояния и социальной напряжённости в Италии, внешним проявлением которого стала проблема утилизации и переработки отходов жизнедеятельности человека (мусора), на улицах многих городов Южной Италии, в частности в Неаполе. Проблема мусора до конца не решена и угрожает экономико-социальной стабильности страны в ближайшем будущем.

## Предпосылки
Мусорный кризис стал следствием нескольких причин. Первая — неблагополучная социальная среда на юге страны и, в частности, засилье мафии и полумафиозных структур, тесно связанных с местными властями и контролирующих разнообразные сектора полутеневой и даже вполне легальной экономики. Так, итальянская мафия контролирует в том числе и вывоз мусора, иногда «убирая» неугодных ей начальников фирм по переработке отходов. В результате последнего всплеска мафиозной активности в регионе мусор стало просто некому убирать.
Тут же дали о себе знать климатические и демографические особенности региона, которые усугубили проблему утилизации. Так, жаркий сухой средиземноморский климат Италии способствует быстрому распространению антисанитарных условий в густонаселённых городах юга с их узкими улочками. Небольшое количество осадков в Средиземноморье в целом не способствует быстрому разложению и вымыванию продуктов распада веществ. Высокая плотность населения на юге страны при небольшой территории также привела к тому, что большинство мусорных полигонов и старых карьеров уже давно переполнены. В результате мусор сваливался и поджигался прямо на улицах итальянских городов.

## Попытки решения проблемы
Осенью 2007 года правительство страны предприняло попытку вывоза мусора из Неаполя на остров Сардинию, где уже в порту их встретили массовые митинги протестующих и экологов, настроенных против превращения острова в новую свалку. Компромисс был временно найден Берлускони, который договорился с Германией, согласившейся переработать итальянский мусор на своих мусороперерабатывающих заводах. Тем не менее, проблема далека от завершения, поскольку выяснилось, что часть отходов из области Кампания радиоактивны, а потому нуждаются в особых технологиях переработки.